# La fàgia
"La fàgia" (títol original en anglès "Phage") és el cinquè episodi de la primera temporada de la sèrie de televisió de ciència-ficció estatunidenca Star Trek: Voyager. Fou dirigit per Winrich Kolbe en base a un guió de Brannon Braga. Aquest episodi es va emetre a UPN el 6 de febrer de 1995.
Ambientada al segle XXIV, la sèrie segueix les aventures de la tripulació de la Flota Estel·lar i els Maquis  de la nau estel·lar USS Voyager després de quedar atrapats al Quadrant Delta, lluny de la resta de la Federació. En aquest episodi la tripulació de la Voyager es teletransporta a les profunditats d'un planeta que esperen que sigui ric en combustible per a la seva nau espacial privada de recursos, però es veuen frustrats quan uns extraterrestres roben els pulmons d'un membre de la tripulació.

## Argument
Un equip és teletransportat a una xarxa de cavernes en un planetoide per buscar dipòsits de diliti. Durant la cerca, Neelix és atacat per un alienígena que no havia estat detectat prèviament i queda en estat de xoc. És teletransportat directament a la infermeria de la nau, on es descobreix que els seus pulmons han estat transportats fora del seu cos. L'Holograma Mèdic d'Emergència el manté viu projectant un parell de pulmons hologràfics al seu tors utilitzant els emissors hologràfics de la infermeria. Com a resultat, Neelix ha de romandre absolutament immòbil, només capaç de parlar, durant la resta de la seva vida o fins que els seus pulmons es recuperin.
Ràpidament s'organitza una altra missió per trobar el perpetrador i recuperar els pulmons de Neelix. Tornen al planetoide i descobreixen una instal·lació alienígena darrere d'una sofisticada tecnologia de camuflatge, i conclouen que la instal·lació s'utilitza per emmagatzemar material orgànic, en particular òrgans respiratoris. Els extraterrestres escapen del planetoide en una nau, i la "Voyager" els persegueix. Finalment, la "Voyager" els atrapa i captura les dues formes de vida alienígenes a bord de la nau. Un interrogatori revela que són Vidiians, una raça alienígena que ha patit durant generacions una malaltia incurable anomenada fàgia. Els Vidiians recol·lecten òrgans d'altres races per substituir els seus en un intent de superar la degeneració causada per la fàgia.
Es desprèn que els pulmons de Neelix ja han estat trasplantats a un dels extraterrestres, i les obligacions ètiques de la capitana Kathryn Janeway l'obliguen a deixar-los anar en lloc de condemnar l'extraterrestre a mort recuperant els pulmons. En resposta a la seva clemència, els extraterrestres s'ofereixen a ajudar Neelix i a proporcionar l'experiència necessària per realitzar un trasplantament d'un altre membre de la tripulació, un procediment que l'Holograma Mèdic originalment considerava impossible a causa de la incompatibilitat anatòmica. Neelix rep un pulmó de donant de la seva parella, Kes.

## Actors convidats
- Cully Fredricksen - Dereth
- Stephen Rappaport - Motura
- Martha Hackett - Seska

## Recepció
Els crítics Lance Parkin i Mark Jones van trobar que Neelix (interpretat per Ethan Phillips) era "massa irritant" per preocupar-se de si moria o no, però es van delectar amb la interpretació de Robert Picardo com el Doctor hologràfic. La història és similar a la de "El cervell de l'Spock", un episodi de la sèrie original, en què els extraterrestres recol·lecten el cervell de Spock.
Keith DeCandido va qualificar l'episodi a "tor.com" el 2020 com un episodi de "Star Trek: Voyager" només lleugerament superior a la mitjana. La idea bàsica d'un poble que comet actes terribles únicament per desesperació i la voluntat de sobreviure és molt emocionant. Tanmateix, l'execució real té alguns punts febles. Triga massa temps abans que es produeixi la confrontació real amb els vidiians. Per tant, la seva història i la solució al problema dels pulmons perduts de Neelix es tracten massa precipitadament. DeCandido també va trobar un punt feble que la possibilitat que els vidiians utilitzessin òrgans artificials (com els de Neelix en forma hologràfica) ni tan sols es discuteix a l'episodi.
El 2004, el lloc web Trek Today va qualificar l'episodi com "el primer episodi realment reeixit de Voyager, "La fàgia" ho tenia tot a favor: una caracterització fantàstica, un nou adversari alienígena espantós, una decisió complexa per part del capità".
El 2016, Empire va classificar aquest com el 44è millor dels 50 millors episodis de tots els més de 700 episodis de televisió de Star Trek.
El 2020, io9 va incloure aquest com un dels set episodis "imprescindibles" de la primera temporada de Star Trek: Voyager.
El 2021, Nerdist va dir que aquest era un dels deu millors episodis de Star Trek amb primer contacte alienígena, lloant els repugnants vidiians com la millor espècie alienígena enemiga de les primeres temporades.

## Llançament en mitjans domèstics
Aquest episodi es va publicar en LaserDisc a Alemanya el 1996, juntament amb "La nebulosa" per 49 DEM. 1st Season Vol. 3 incloïa "La fàgia" amb el títol en alemany Transplantationen i "La nebulosa" com a Der Mysteriöse Nebel en un únic disc làser de doble cara de 12", amb una banda sonora d'àudio alemanya Dolby Surround.